# Seznam uměleckých realizací ve veřejném prostoru v Horních Měcholupech
Seznam uměleckých realizací v Horních Měcholupech v Praze 15 obsahuje tvorbu výtvarných umělců umístěnou ve veřejném prostoru v katastrálním území Horní Měcholupy. Seznam je řazen podle ulic a nemusí být úplný.

## Seznam uměleckých realizací
| Název                                    | Fotografie                                                                     | Lokace                                                 | Autor                                     | Rok  | Popis                                   | Poznámka               |
| ---------------------------------------- | ------------------------------------------------------------------------------ | ------------------------------------------------------ | ----------------------------------------- | ---- | --------------------------------------- | ---------------------- |
| Ryby                                     |                                                                                | Boloňská 50°2′48,42″ s. š., 14°33′35,66″ v. d.         | Otto Sukup (1926–2012)                    | 1987 | herní prvek, dřevo                      | zahrada mateřské školy |
| Zvonice                                  | Kategorie „Zvonice (Antonín Hepnar)“ na Wikimedia Commons                      | Dačická 50°2′48,83″ s. š., 14°33′46,78″ v. d.          | Antonín Hepnar (*1932)                    | 1989 | zvonice, dřevo                          | volný prostor          |
| Fontána u vodárenského areálu na Kozinci |                                                                                | Evy Olmerové 50°2′38,9″ s. š., 14°33′1,66″ v. d.       | Eduard Hájek (1928–2016) arch. M. Brejcha | 1983 | reliéf, fontána, beton, keramika, chrom | před areálem vodojemu  |
| Červené sedící plastiky                  | Kategorie „Červené sedící plastiky (Jakub Flejšar)“ na Wikimedia Commons       | Hornoměcholupská 50°2′57,94″ s. š., 14°33′41,29″ v. d. | Jakub Flejšar (*1980)                     | 2020 | socha, ocel                             | exteriér               |
| Obelisk                                  | Kategorie „Obelisk (Marian Karel)“ na Wikimedia Commons                        | Milánská 50°2′24,93″ s. š., 14°33′40,19″ v. d.         | Marian Karel (*1944)                      | 2014 | pylon, ocel                             | exteriér               |
| Dlouhý, široký a bystrozraký             | Kategorie „Dlouhý, široký a bystrozraký (Vojtěch Adamec)“ na Wikimedia Commons | Nad přehradou 469 50°2′28,41″ s. š., 14°33′0,48″ v. d. | Vojtěch Adamec (1933–2011)                | 1989 | sochy, glazovaná keramika               | základní škola, atrium |